# 相见欢
相見歡，词牌名，本為唐代教坊曲。雙調三十六字，上阕三句，三平韵；下阕四句，两仄韵、两平韵。

## 異名
因南唐後主李煜詞有「無言獨上西樓，月如鉤」句，改名《秋夜月》，又名《上西樓》、《西樓子》；康與之詞名《憶真妃》；因張輯詞有「唯有漁竿，明月上瓜州」句，故又名《月上瓜州》。或名《烏夜啼》。

## 詞牌格式
註：
平表示平聲，
仄表示仄聲，
仄表示本仄可平，
平表示本平可仄，粗體表示韻腳。

### 正體
雙調三十六字，上闋三句、三平韻，下闋四句、兩仄韻、兩平韻。

平平仄仄平平，仄平平。仄仄平平平仄、仄平平。

仄平仄，平平仄，仄平平。仄仄平平平仄、仄平平。

例詞：
- 李煜

无言独上西楼，月如钩，寂寞梧桐深院、锁清秋。
剪不斷，理還亂，是離愁，别有一番滋味、在心头。
林花谢了春红，太匆匆，无奈朝来寒雨、晚来风。
胭脂泪，留人醉，几时重，自是人生长恨、水长东。
- 薛昭蘊

羅襪繡袂香紅。畫堂中。細草平沙蕃馬、小屏風。
捲羅幕。憑妝閣。思無窮。暮雨輕煙魂斷、隔簾櫳。
- 楊無咎

不禁枕簟新涼。夜初長。又是驚回好夢、葉敲窗。
江南望。江北望。水茫茫。贏得一襟清淚、伴餘香。
- 蔡伸

樓前流水悠悠。駐行舟。滿目寒雲衰草、使人愁。
多少恨。多少淚。漫遲留。何事驀然拌舍、去來休。
- 張鎡

曉來閒立回塘。一襟香。玉颭雲妝風外、數枝涼。
相並渾、如私語。惱人腸。飛去方知白鷺、在花傍。
- 吳文英

西風先到岩扃。月朧明。金露啼珠滴碎、小雲屏。
一顆顆。一星星。是秋情。香裂碧窗煙破、醉魂醒。